# Ranunculus stellaris
Ranunculus stellaris är en ranunkelväxtart som beskrevs av T. Brodtbeck. Ranunculus stellaris ingår i släktet ranunkler, och familjen ranunkelväxter. Inga underarter finns listade i Catalogue of Life.